# 제 효공
제 효공(齊孝公, ? ~ 기원전 633년, 재위: 기원전 642년 ~ 기원전 633년)은 춘추시대 제나라의 제 18대 후작이며, 이름은 소(昭)다. 제 환공과 정희의 아들이다.

## 사적
관중이 살아 있을 때, 제 환공과 관중이 세자로 세우고, 송 양공에게 후원을 촉탁했다. 관중 사후 제 환공이 자신의 후계를 명확히 하지 않고, 서장자 무궤가 총신 옹무, 수초와 결탁하여 제 환공 사후 군신들을 살해하고 스스로 임금이 되었으므로 송나라로 도주하여 송 양공에게 원조를 요청했다. 송 양공은 조(曹), 위(衛), 주(邾)와 연합하여 원조를 승낙하고 제나라로 쳐들어갔다. 이에 제나라 사람이 무궤를 죽이고 소를 군위에 모시려 했으나, 소는 본국에 남은 제 환공의 네 공자 곧 공자 원-후일의 제 혜공, 공자 상인-후일의 제 의공, 공자 반-후일의 제 소공, 공자 옹(公子 雍)의 공격을 받아 송나라로 도망쳐 돌아왔다. 송 양공은 다시 원병을 내어, 네 공자들의 군사를 언(甗, 현재의 산둥 성 지난 부근)에서 무찔렀다. 소는 제나라 서울 임치(臨淄)로 들어가 제나라 군위에 올랐다. 이 후계 쟁탈전으로 인해 제나라의 힘은 쇠퇴하여, 패권국의 지위를 잃었다.
제 효공 4년(기원전 639년), 송나라가 녹상에서 회맹을 개최하자 초나라와 함께 참여했다. 효공 6년(기원전 637년)에는 송나라를 쳐 민 땅을 포위했다(송 양공은 그 해 여름에 죽었다).
제 효공 9년(기원전 634년) 봄, 노나라 서비를 쳤으며, 여름에 노나라에 흉년이 든 것을 기화로 노나라 북비를 쳤다. 노나라 대부 전희가 제나라 국경까지 나아가 제나라 군사를 공궤하여, 효공과 담판을 지었다. 효공은 제나라로 돌아갔다. 노나라는 초나라의 힘을 빌어 복수하려고 했고, 이 해 겨울, 초나라로 망명한 공자 옹과 그를 섬기는 역아를 앞세운 초· 노나라의 공격을 받아 양곡 땅을 빼앗겼다.

## 가정
- 제 환공 (아버지)
- 장위희 (서모)
  - 제후 무궤 (형)
- 소위희 (서모)
  - 제 혜공 (형)
- 정희 (친모)
  - 제 효공
    -  ? (아들)
- 갈영 (서모)
  - 제 소공 (아우)
- 밀희 (서모)
  - 제 의공 (아우)
- 송화자 (서모)
  - 공자 옹 (아우)